# دنی برانووسکی
دنی برانووسکی (انگلیسی: Danny Baranowsky؛ زادهٔ آوریل ۱۹۸۴ (۴۰ سال)) یک موسیقی‌دان امریکایی است.